# Múmmia Acaica
Múmmia Acaica, en llatí Mummia Achaica) fou una dama romana, neta de Quint Lutaci Catul i neta també de Luci Mummi Acàic.
Es va casar amb Gai Sulpici Galba i va ser la mare de l'emperador Galba i del seu germà Gai, segons Suetoni.